# 1975
Il 1975 (MCMLXXV in numeri romani) è un anno  del XX secolo.

## Eventi
- Anno Santo ordinario
- Londra: viene aperto da Malcolm McLaren e Vivienne Westwood il negozio "Sex", dedicato alla vendita di vestiario e accessori punk. Per pubblicizzare il negozio, McLaren crea il gruppo dei Sex Pistols.
- USA: primo volo del Boeing 747 SP, ordinato dalla Pan Am e fino al 1995 (Introduzione del Boeing 777) l'aereo con la più lunga autonomia del mondo.
- Regno Unito: i due ricercatori Milstein e Kohler dell'Università di Cambridge mettono a punto la tecnica per la produzione degli Anticorpi Monoclonali.

### Gennaio
- 3 gennaio – i Khmer rossi scatenano in Cambogia la più violenta offensiva dal '72.
- 6 gennaio - Garmisch: tre italiani ai primi tre posti dello slalom speciale di Coppa del Mondo di sci alpino: Piero Gros, Gustav Thöni e Fausto Radici.
- 11 gennaio – lanciata dall'Unione Sovietica la navicella spaziale Sojuz 17 con due astronauti a bordo.
- 24 gennaio - Keith Jarrett si esibisce dal vivo a Colonia; dalla registrazione del concerto sarà tratto The Köln Concert.
- 26 gennaio – viene fondata la Soka Gakkai Internazionale.

### Febbraio
- 11 febbraio – Regno Unito: Margaret Thatcher è la nuova leader del partito conservatore inglese.
- 13 febbraio - A seguito dell'invasione turca di Cipro iniziata il 20 luglio dell'anno precedente la Turchia dichiarò le aree occupate della Repubblica di Cipro uno "Stato Federale Turco"
- 26 febbraio – il ciclista Eddy Merckx, vince per la quarta volta il Giro di Sardegna.
- 28 febbraio – Londra: un treno della metropolitana si schianta contro un muro al capolinea della stazione di Moorgate, 43 vittime.

### Marzo
- Marzo – Cambogia: viene destituito dai Khmer rossi il presidente Lon Nol.
- 4 marzo – Regno Unito: Charlie Chaplin viene nominato baronetto dalla regina Elisabetta.
- 11 marzo - Portogallo: viene sventato un tentativo di colpo di Stato del generale António de Spínola, appoggiato dai settori moderati delle forze armate.
- 22 marzo – i Paesi Bassi vincono l'Eurovision Song Contest, ospitato a Stoccolma, Svezia.
- 23 marzo – Ortisei: Gustav Thöni vince per la quarta volta la Coppa del mondo di sci alpino.
- 25 marzo – Riad: Re Fayṣal sovrano dell'Arabia Saudita viene assassinato da un nipote che gli spara a bruciapelo durante un'udienza.

### Aprile
- 4 aprile – Bill Gates e Paul Allen fondano la Microsoft Corporation.
- 6 aprile – Meerbeke: Eddy Merckx vince il Giro delle Fiandre.
- 9 aprile – Los Angeles: Federico Fellini vince il suo quarto Oscar con il film Amarcord.
- 13 aprile – Libano: un attentato a Beirut è la causa scatenante dello scoppio della guerra civile, che durerà fino al 1990 causando centinaia di migliaia di morti.

- 17 aprile - Cambogia – Pol Pot prende il potere e cambia il nome della nazione in Kampuchea Democratica. È l'inizio di una dittatura dura e sanguinosa.
- 25 aprile - Portogallo: si vota per la formazione dell’Assemblea costituente che si prefissa l’obbiettivo di instaurare un regime democratico nel paese un anno dopo la rivoluzione dei garofani.
- 30 aprile
  - Vietnam, le truppe americane abbandonano Saigon e le forze vietcong entrano trionfalmente in città. La capitale viene ribattezzata Ho Chi Minh.
  - Genova: va in disarmo il transatlantico Raffaello dopo un ultimo viaggio New York-Genova.

### Maggio
- 7 maggio – Parigi: la casa automobilistica Citroën cessa la produzione della "DS". Ne sono stati costruiti 1.415.719 esemplari.
- 10 maggio – Monte Carlo: la Ferrari dopo vent'anni torna a vincere il Gran Premio di Montecarlo con Niki Lauda alla guida della "312T".
- 29 maggio - Parigi: l'aereo supersonico Concorde effettua il suo primo volo con passeggeri a bordo.

### Giugno
- 4 giugno – Epson, Inghilterra: il cavallo italiano Grundy, di tre anni, vince la più prestigiosa corsa di galoppo del mondo.
- 5 giugno - Sadat, dopo otto anni di chiusura, riapre il Canale di Suez.
- 9 giugno – Regno Unito: Diana Spencer diventa "Lady Diana" per via della morte di suo nonno; suo padre diventa l'VIII Conte spencer
- 25 giugno
  - New York: un aereo della Eastern Air Lines, un Boeing 727, precipita in fase di atterraggio causando centodieci morti e quattordici superstiti.
  - il Mozambico cessa di essere una colonia portoghese e diventa uno Stato indipendente.
  - Migliaia di oppositori politici sono arrestati ed imprigionati in India dopo la proclamazione della legge marziale.

### Luglio
- Luglio – svolta nel rapporto tra partiti comunisti europei e il PCUS. Enrico Berlinguer, Santiago Carrillo e Georges Marchais firmano un documento sul valore del pluralismo politico nel mondo libero. Nasce l'eurocomunismo.
- 1º luglio – Kuala Lumpur: Muhammad Ali conserva la corona dei pesi massimi battendo il britannico Joe Bugner ai punti.
- 5 luglio – indipendenza di Capo Verde.
- 6 luglio – l'arcipelago africano delle Comore proclama la propria indipendenza dalla Francia.
- 12 luglio
  - Genova: va in disarmo il transatlantico Michelangelo dopo un ultimo viaggio New York-Genova.
  - indipendenza di São Tomé e Príncipe.
- 17 luglio – Programma test Apollo-Sojuz: la navicella spaziale sovietica Sojuz e la navicella statunitense Apollo, si agganciano a quota 220 km.
- 29 luglio – Nigeria: il generale Murtala Mohammed prende il potere con un colpo di Stato.

### Agosto
- 3 agosto – Marocco: precipita un Boeing 707 della Royal Jordan Airlines. Nessun superstite tra le centottantotto persone a bordo.
- 15 agosto – colpo di Stato militare in Bangladesh
- 18 agosto – in una zona centrale della Cina viene ritrovata una mummia di oltre 2.000 anni.
- 20 agosto – Damasco: un aereo cecoslovacco si schianta al suolo in fase di atterraggio, centoventotto le vittime.
- 24 agosto – Giacomo Agostini vince a Brno il suo quindicesimo titolo mondiale.
- 30 agosto – lancio della sonda Cos-B, la prima dell'Agenzia Spaziale Europea.

### Settembre
- 8 settembre – terremoto nell'Anatolia orientale, si contano circa duemila vittime.
- 5 settembre – a Sacramento (California), Lynette "Squeaky" Fromme, una seguace di Charles Manson, tenta di assassinare il presidente statunitense Gerald Ford, ma viene bloccata da un agente del servizio segreto.
- 15 settembre – viene pubblicato Wish you were here, nono album dei Pink Floyd.
- 16 settembre – la Papua Nuova Guinea ottiene l'indipendenza dall'Australia da cui era amministrata dal 1946.
- 25 settembre – Treviri (Germania): per cause ignote precipitano quattro caccia dell'aviazione italiana di ritorno a Ghedi dopo un periodo di scambio all'interno della Nato, morti i quattro piloti.
- 30 settembre
  - Beirut: un Tupolev ungherese precipita in mare causando sessanta vittime.
  - Italia: tre giovani neofascisti, Angelo Izzo, Giovanni Guida e Andrea Ghira rapiscono e seviziano Donatella Colasanti e Maria Rosaria Lopez, di 17 e 19 anni. Quest'ultima verrà uccisa; è il cosiddetto Massacro del Circeo.

### Ottobre
- 1º ottobre – Manila: il campione del mondo dei pesi massimi Muhammad Ali, a 33 anni, sconfigge lo sfidante Joe Frazier.
- 11 ottobre – Egitto: scoperta a Saqqara la tomba del faraone Horemheb.
- 30 ottobre – Praga: un DC9 si schianta contro una collina, sessantotto i morti.

### Novembre
- 1º novembre - L'astronomo statunitense Christian Simson III scopre una nuova galassia che dista 55.000 anni luce dalla Via Lattea.
- 2 novembre – Ostia: viene barbaramente ucciso Pier Paolo Pasolini: per l'omicidio sarà condannato il minorenne Giuseppe Pelosi.
- 6 novembre – circa 350.000 marocchini sotto la guida di re Hasan II invadono il Sahara Occidentale. È l'evento della Marcia Verde.
- 10 novembre – Italia e Jugoslavia firmano il Trattato di Osimo
- 11 novembre – la proclamazione di indipendenza dell'Angola da' inizio a una guerra civile tra due fazioni opposte (MPLA e UNITA) che durerà fino al 2002.
- 14 novembre - a Madrid viene raggiunto un accordo per la spartizione del Sahara Occidentale tra il Marocco e la Mauritania.
- 15-17 novembre – Francia: a Rambouillet si riunisce il primo G6, l'incontro fra le sei nazioni maggiormente industrializzate: Stati Uniti, Giappone, Germania, Francia, Regno Unito e Italia.
- 22 novembre - Madrid: Juan Carlos I diventa Re di Spagna e avvia il processo che porterà la Spagna alla democrazia.
- 25 novembre – paracadutisti di estrema sinistra tentano senza successo un colpo di Stato in Portogallo.

### Dicembre
- 1º dicembre – Roma: Il Consiglio europeo decide la data della prima elezione a suffragio universale diretto del Parlamento europeo, che avverrà nel mese di giugno 1979 (indicato prima per il giugno 1978, ma ritardato di un anno).
- 2 dicembre - Laos: il movimento politico di ispirazione comunista "Pathet Lao" prende il potere e crea la Repubblica Democratica Popolare del Laos.
- 3 dicembre - viene ritrovato il relitto del Britannic.
- 7 dicembre - Le forze armate indonesiane invadono Timor Est
- 10 dicembre – Inghilterra: viene abolita la distinzione giuridica tra uomo e donna.
- 13 dicembre – Parigi: Carlos Monzón si conferma campione del mondo dei pesi medi battendo per K.O. Gratien Tonna, di sette anni più giovane.
- 21 dicembre – Sei persone, incluso Carlos lo Sciacallo, rapiscono i delegati alla conferenza dell'OPEC a Vienna.
- 25 dicembre – Steve Harris fonda la band heavy metal Iron Maiden.
- 29 dicembre – una bomba esplode all'Aeroporto La Guardia di New York, facendo 11 vittime.

## Nati
Ci sono circa 4 230 voci su persone nate nel 1975; vedi la pagina Nati nel 1975 per un elenco descrittivo o la categoria Nati nel 1975 per un indice alfabetico.

## Morti
Ci sono circa 1 250 voci su persone morte nel 1975; vedi la pagina Morti nel 1975 per un elenco descrittivo o la categoria Morti nel 1975 per un indice alfabetico.

## Calendario
| Calendario 1975 | Calendario 1975 | Calendario 1975 | Calendario 1975 | Calendario 1975 | Calendario 1975 | Calendario 1975 | Calendario 1975 | Calendario 1975 | Calendario 1975 | Calendario 1975 | Calendario 1975 | Calendario 1975 | Calendario 1975 | Calendario 1975 | Calendario 1975 | Calendario 1975 | Calendario 1975 | Calendario 1975 | Calendario 1975 | Calendario 1975 | Calendario 1975 | Calendario 1975 | Calendario 1975 | Calendario 1975 | Calendario 1975 | Calendario 1975 | Calendario 1975 | Calendario 1975 | Calendario 1975 | Calendario 1975 | Calendario 1975 | Calendario 1975 |
| --------------- | --------------- | --------------- | --------------- | --------------- | --------------- | --------------- | --------------- | --------------- | --------------- | --------------- | --------------- | --------------- | --------------- | --------------- | --------------- | --------------- | --------------- | --------------- | --------------- | --------------- | --------------- | --------------- | --------------- | --------------- | --------------- | --------------- | --------------- | --------------- | --------------- | --------------- | --------------- | --------------- |
|                 | 1               | 2               | 3               | 4               | 5               | 6               | 7               | 8               | 9               | 10              | 11              | 12              | 13              | 14              | 15              | 16              | 17              | 18              | 19              | 20              | 21              | 22              | 23              | 24              | 25              | 26              | 27              | 28              | 29              | 30              | 31              |                 |
| Gennaio         | Me              | Gi              | Ve              | Sa              | Do              | Lu              | Ma              | Me              | Gi              | Ve              | Sa              | Do              | Lu              | Ma              | Me              | Gi              | Ve              | Sa              | Do              | Lu              | Ma              | Me              | Gi              | Ve              | Sa              | Do              | Lu              | Ma              | Me              | Gi              | Ve              |                 |
| Febbraio        | Sa              | Do              | Lu              | Ma              | Me              | Gi              | Ve              | Sa              | Do              | Lu              | Ma              | Me              | Gi              | Ve              | Sa              | Do              | Lu              | Ma              | Me              | Gi              | Ve              | Sa              | Do              | Lu              | Ma              | Me              | Gi              | Ve              |                 |                 |                 |                 |
| Marzo           | Sa              | Do              | Lu              | Ma              | Me              | Gi              | Ve              | Sa              | Do              | Lu              | Ma              | Me              | Gi              | Ve              | Sa              | Do              | Lu              | Ma              | Me              | Gi              | Ve              | Sa              | Do              | Lu              | Ma              | Me              | Gi              | Ve              | Sa              | Do              | Lu              |                 |
| Aprile          | Ma              | Me              | Gi              | Ve              | Sa              | Do              | Lu              | Ma              | Me              | Gi              | Ve              | Sa              | Do              | Lu              | Ma              | Me              | Gi              | Ve              | Sa              | Do              | Lu              | Ma              | Me              | Gi              | Ve              | Sa              | Do              | Lu              | Ma              | Me              |                 |                 |
| Maggio          | Gi              | Ve              | Sa              | Do              | Lu              | Ma              | Me              | Gi              | Ve              | Sa              | Do              | Lu              | Ma              | Me              | Gi              | Ve              | Sa              | Do              | Lu              | Ma              | Me              | Gi              | Ve              | Sa              | Do              | Lu              | Ma              | Me              | Gi              | Ve              | Sa              |                 |
| Giugno          | Do              | Lu              | Ma              | Me              | Gi              | Ve              | Sa              | Do              | Lu              | Ma              | Me              | Gi              | Ve              | Sa              | Do              | Lu              | Ma              | Me              | Gi              | Ve              | Sa              | Do              | Lu              | Ma              | Me              | Gi              | Ve              | Sa              | Do              | Lu              |                 |                 |
| Luglio          | Ma              | Me              | Gi              | Ve              | Sa              | Do              | Lu              | Ma              | Me              | Gi              | Ve              | Sa              | Do              | Lu              | Ma              | Me              | Gi              | Ve              | Sa              | Do              | Lu              | Ma              | Me              | Gi              | Ve              | Sa              | Do              | Lu              | Ma              | Me              | Gi              |                 |
| Agosto          | Ve              | Sa              | Do              | Lu              | Ma              | Me              | Gi              | Ve              | Sa              | Do              | Lu              | Ma              | Me              | Gi              | Ve              | Sa              | Do              | Lu              | Ma              | Me              | Gi              | Ve              | Sa              | Do              | Lu              | Ma              | Me              | Gi              | Ve              | Sa              | Do              |                 |
| Settembre       | Lu              | Ma              | Me              | Gi              | Ve              | Sa              | Do              | Lu              | Ma              | Me              | Gi              | Ve              | Sa              | Do              | Lu              | Ma              | Me              | Gi              | Ve              | Sa              | Do              | Lu              | Ma              | Me              | Gi              | Ve              | Sa              | Do              | Lu              | Ma              |                 |                 |
| Ottobre         | Me              | Gi              | Ve              | Sa              | Do              | Lu              | Ma              | Me              | Gi              | Ve              | Sa              | Do              | Lu              | Ma              | Me              | Gi              | Ve              | Sa              | Do              | Lu              | Ma              | Me              | Gi              | Ve              | Sa              | Do              | Lu              | Ma              | Me              | Gi              | Ve              |                 |
| Novembre        | Sa              | Do              | Lu              | Ma              | Me              | Gi              | Ve              | Sa              | Do              | Lu              | Ma              | Me              | Gi              | Ve              | Sa              | Do              | Lu              | Ma              | Me              | Gi              | Ve              | Sa              | Do              | Lu              | Ma              | Me              | Gi              | Ve              | Sa              | Do              |                 |                 |
| Dicembre        | Lu              | Ma              | Me              | Gi              | Ve              | Sa              | Do              | Lu              | Ma              | Me              | Gi              | Ve              | Sa              | Do              | Lu              | Ma              | Me              | Gi              | Ve              | Sa              | Do              | Lu              | Ma              | Me              | Gi              | Ve              | Sa              | Do              | Lu              | Ma              | Me              |                 |

## Premi Nobel
- per la Pace: Andrei Dmitrievich Sakharov
- per la Letteratura: Eugenio Montale
- per la Medicina: David Baltimore, Renato Dulbecco, Howard Martin Temin
- per la Fisica: Aage Bohr, Ben Mottelson, James Rainwater
- per la Chimica: John Warcup Cornforth, Vladimir Prelog
- per l'Economia: Leonid Vitaliyevich Kantorovich, Tjalling C. Koopmans